# Dania na Zimowych Igrzyskach Olimpijskich 1994
Reprezentacja Danii na Zimowych Igrzyskach Olimpijskich 1994 liczyła czterech zawodników. Wszyscy wystartowali w konkurencjach męskich. Był to ósmy w historii start Danii na zimowych igrzyskach olimpijskich.

## Wyniki

### Biegi narciarskie

#### Bieg na 10 km techniką klasyczną
| Zawodnik       | Czas    | Miejsce | Źródło |
| -------------- | ------- | ------- | ------ |
| Michael Binzer | 27:43.5 | 66.     | [ 1 ]  |
| Ebbe Hartz     | 27:36.0 | 64.     | [ 1 ]  |

#### Bieg pościgowy na 15 km techniką dowolną
| Zawodnik       | Czas    | Miejsce | Źródło |
| -------------- | ------- | ------- | ------ |
| Michael Binzer | +7:08.3 | 50.     | [ 2 ]  |
| Ebbe Hartz     | +8:44.0 | 61.     | [ 2 ]  |

#### Bieg na 30 km techniką dowolną
| Zawodnik       | Czas      | Miejsce | Źródło |
| -------------- | --------- | ------- | ------ |
| Michael Binzer | 1:22:23.1 | 47.     | [ 3 ]  |
| Ebbe Hartz     | 1:27:43.2 | 66.     | [ 3 ]  |

#### Bieg na 50 km techniką klasyczną
| Zawodnik   | Czas      | Miejsce | Źródło |
| ---------- | --------- | ------- | ------ |
| Ebbe Hartz | 2:25:58.5 | 57.     | [ 4 ]  |

### Łyżwiarstwo figurowe

#### Program solistów
| Zawodnik         | Nota | Miejsce | Źródło |
| ---------------- | ---- | ------- | ------ |
| Michael Tyllesen | 18,5 | 13.     | [ 5 ]  |

### Narciarstwo alpejskie

#### Slalom gigant
| Zawodnik         | Przejazd 1 | Przejazd 2 | Przejazd 3 | Razem | Miejsce | Źródło |
| ---------------- | ---------- | ---------- | ---------- | ----- | ------- | ------ |
| Johnny Albertsen | 1:37.35    | DNF        | -          | -     | -       | [ 6 ]  |